# 極超大国
極超大国 (英語: foremost power) は、国際関係論上、国家の中でもあらゆる分野（軍事、経済、文化、政治など）で他のすべての国を圧倒し、超大国よりも一段上がった国際的地位にあるとみなされる国を指す。世界唯一の超大国となったアメリカ合衆国が極超大国と呼ばれることもあるが、これについては論争がある。

## 冷戦後のアメリカ
1991年3月3日、イギリスのジャーナリストであるペレグリン・ワーストホーンがサンデー・テレグラフ紙で「極超大国」という言葉を使った。間もなくソビエト連邦が崩壊して冷戦が終結し、政治の専門家の間で、唯一の超大国となりパクス・アメリカーナを成立させたアメリカの地位を説明する用語を求める声が上がった。1998年にフランス外相ユベール・ヴェドリーヌが、フランスから見ればアメリカは極超大国に見える、という趣旨の発言を行い、この用例が広く定着していった。ただ、アメリカをそのように位置付けるのが妥当であるかどうかという点で、論争が起きている。

## 歴史上の国家
「極超大国」という言葉を、過去に存在した支配的な国家に当てはめる者もいる。アメリカの学者エイミー・チュアは著書Day of Empire（最強国の条件）の中で、アケメネス朝、唐帝国、ローマ帝国、モンゴル帝国、オランダ帝国、イギリス帝国を歴史上覇権を握ることに成功した国家とし、失敗例としてスペイン帝国、大日本帝国、第三帝国を挙げた。そのうえで、現代の極超大国がアメリカ合衆国である、と述べている。歴史上では、大国というものは複数地域にまたがって他を凌駕する政治力を有している国を指すとされている。たとえばローマはペルシアのサーサーン朝、古代インドや中国を征服することは無かったが、地中海沿岸の全域を軍事的、経済的、文化的に独占していた。